# 红腹敏负鼠
红腹敏负鼠（学名：Cryptonanus ignitus），是阿根廷胡胡伊省特有及灭绝的一种负鼠。对其唯一已知的是它们的模式产地位于阿根廷胡胡伊省的Yuto。最后一次观察记录到红腹敏负鼠是于1962年，但直至2002年它们才被正式描述，现时它们的模式产地已被改造成工业和农业用区，且在过去40余年里对该片区域进行的广泛搜索仍未再次发现它们。由于农业和工业发展导致的过度牧牛和过度的砍伐森林可能是它们消失的原因。